# میکروداده (اچ‌تی‌ام‌ال)
میکروداده (به انگلیسی: Microdata) یک ویژگی اچ‌تی‌ام‌ال مورد تأیید کارگروه WHATWG می‌باشد، که هدف از آن قرار دادن فراداده (به انگلیسی: metadata) در داخل محتوای موجود در صفحه‌های وب می‌باشد. موتورهای جستجو، خزنده‌های وب، و مرورگرها می‌توانند میکروداده را از یک صفحه وب استخراج و پردازش کنند؛ سپس از این میکروداده‌ها استفاده کنند تا برای کاربران، مرور دقیق‌تری انجام بدهند. موتورهای جستجو از این دسترسی مستقیم به این دادهٔ دارای ساختار، بسیار استفاده زیادی می‌برند؛ زیرا از طریق آن می‌فهمند که چه اطلاعاتی در صفحه‌های وب وجود دارد و به کمک آن نتایج مرتبط‌تری به کاربران ارائه می‌دهند. میکروداده از یک واژگان یا فرهنگ لغت (به انگلیسی: vocabulary) پشتیبان برای توصیف یک قطعه خبری (به انگلیسی: item) و جفت‌های نام-مقدار استفاده می‌کند و از این طریق مقادیر را به ویژگی‌ها منتسب می‌کند. قابل ذکر است که مزیت میکروداده در برابر RDFa و microformat‌ها، ساده‌تر بودن است؛ در حالی‌که هر سه روش، عناصر HTML را با تگ‌های ماشین-خواندنی نشانه‌گذاری می‌کنند.
قابل ذکر است که در سال ۲۰۱۳ در یک یادداشت، اتمام توسعهٔ میکروداده‌های HTML اعلام شد. زیرا هیچ شرکتی حاضر به پشتیبانی آن نشد. اما از آن موقع ویرایشگران جدیدی انتخاب شدند و پنج ورژن جدیدتر پیش‌نویس کاری آن منتشر گردید، که جدیدترین آن W3C Working Draft 26 April 2018 می‌باشد.

## فرهنگ لغت
فرهنگ لغات میکروداده «معنا» قطعه خبری (item) را ارائه نمی‌دهند. توسعه‌دهندگان وب می‌توانند یک فرهنگ لغت سفارشی را طراحی کنند یا از فرهنگ لغات موجود در وب استفاده کنند. تعدادی از فرهنگ لغات نشانه‌گذاری که توسط اسکیماهای سایت Schema.org ارائه شده‌اند، شامل: Person, "Place", Event, Organization, Product, Review, Review-aggregate, Breadcrumb, Offer, Offer-aggregate می‌باشد. وب‌سایت schema.org به وسیلهٔ عامل‌هایی مثل گوگل، مایکروسافت، یاهو! و یاندکس راه‌اندازی شد و از نشانه‌گذاری‌های میکروداده برای بهبود نتایج جستجو استفاده می‌کند.
برای بعضی از مقاصد، یک واژگان تک‌کاره کافی است. برای مقاصد دیگر، باید یک واژگان طراحی کرد. همچنین استفاده از واژگان‌های موجود را باید تشویق کرد؛ زیرا این کار استفادهٔ مجدد از محتوا را ساده‌سازی می‌کند.

## خصیصه‌های عمومی
- itemscope: یک (قطعه خبری) آیتم را می‌سازد و نشان می‌دهد که فرزندان آن عنصر شامل اطلاعاتی دربارهٔ آن می‌باشند.
- itemtype: یک URL معتبر برای یک واژگان است که توصیف‌کنندهٔ عنصر خبری و زمینهٔ خصیصه‌های آن است.
- itemid: نشان‌دهندهٔ یک معین‌کنندهٔ یکتا برای عنصر خبری است.
- itemprop: نشان می‌دهد که تگ شامل‌شونده مقادیر ویژگی‌های عنصر خبری مشخص‌شده را نگهداری می‌کند. زمینهٔ نام و مقدار خصیصه توسط واژگان عنصر خبری توصیف می‌شوند. مقادیر خصیصه‌ها معمولاً شامل مقادیر رشته‌ای است؛ اما می‌تواند از URLها هم استفاده کند.
- itemref: ویژگی‌هایی که فرزند عنصری با خصیصه itemscope نیستند، به وسیلهٔ این خصیصه می‌توانند به عنصر خبری مرتبط گردند. لیستی از عناصر با idها (و نه itemidها) را تهیه می‌کند و خصیصه‌های اضافه‌ای را در جای دیگری در سند تهیه می‌بیند.
- datetime: تاریخ یا فاصلهٔ زمانی را نشان می‌دهد که طبق استاندارد ISO 8601 می‌باشد.

## مثال
نشانه‌گذاری HTML5 زیر نشان‌دهندهٔ یک صفحه "About" معمولی است که شامل اطلاعاتی دربارهٔ یک فرد است:
```
<
section
>
 Hello, my name is John Doe, I am a graduate research assistant at
the University of Dreams.
My friends call me Johnny.
You can visit my homepage at 
<
a
 
href
=
"http://www.johnnyd.com"
>
www.JohnnyD.com
</
a
>
.
I live at 1234 Peach Drive, Warner Robins, Georgia.
</
section
>

```

در زیر نشانه‌گذاری مشابهی است که میکرودادهٔ Schema.org به آن اضافه شده‌است:
```
<
section
 
itemscope
 
itemtype
=
"http://schema.org/Person"
>

Hello, my name is

<
span
 
itemprop
=
"name"
>
John Doe
</
span
>
,
I am a

<
span
 
itemprop
=
"jobTitle"
>
graduate research assistant
</
span
>

at the

<
span
 
itemprop
=
"affiliation"
>
University of Dreams
</
span
>
.
My friends call me

<
span
 
itemprop
=
"additionalName"
>
Johnny
</
span
>
.
You can visit my homepage at

<
a
 
href
=
"http://www.johnnyd.com"
 
itemprop
=
"url"
>
www.JohnnyD.com
</
a
>
.

<
section
 
itemprop
=
"address"
 
itemscope
 
itemtype
=
"http://schema.org/PostalAddress"
>

I live at

<
span
 
itemprop
=
"streetAddress"
>
1234 Peach Drive
</
span
>
,

<
span
 
itemprop
=
"addressLocality"
>
Warner Robins
</
span
>
,

<
span
 
itemprop
=
"addressRegion"
>
Georgia
</
span
>
.

</
section
>

</
section
>

```

چنان‌که مثال بالا نشان می‌دهد عناصر خبری میکروداده می‌توانند در داخل هم قرار بگیرند. در این مثال عنصر https://web.archive.org/web/20140607181026/http://schema.org/PostalAddress در داخل عنصری با نوع https://web.archive.org/web/20150728010536/http://schema.org/Person قرار گرفته‌است. متن زیر نشان می‌دهد که گوگل چگونه میکروداده را از کد مثال بالا تجزیه کرده‌است. توسعه‌دهندگان می‌توانند به کمک ابزار Google's Rich Snippet Testing Tool صفحه‌های شامل میکروداده را تست کنند.
```
Item
   Type: http://schema.org/Person
   name = John Doe
   jobTitle = graduate research assistant
   affiliation = University of Dreams
   additionalName = Johnny
   url = http://www.johnnyd.com/
   address = Item(1)
Item 1
   Type: http://schema.org/PostalAddress
   streetAddress = 1234 Peach Drive
   addressLocality = Warner Robins
   addressRegion = Georgia

```

عبارات ماشین-خواندنی مشابهی می‌توانند نه تنها در قالب میکروداده‌های HTML قرارگیرند، بلکه در نشانه‌گذاری‌های دیگری مثل RDFa یا در JSON-LD، یا در فایل بیرونی RDF در سریال‌سازی‌هایی مثل RDF/XML، Notation3 یا Turtle استفاده شوند.